# Große Sulawesi-Spitzmausratten
Die Großen Sulawesi-Spitzmausratten (Tateomys) sind eine Nagetiergattung aus der Gruppe der Altweltmäuse (Murinae). Die Gattung umfasst zwei Arten.
Die Kopfrumpflänge der Großen Sulawesi-Spitzmausratten beträgt 11 bis 14 Zentimeter, der Schwanz misst 15 bis 17 Zentimeter und das Gewicht beträgt 35 bis 100 Gramm. Das weiche, dichte Fell ist an der Oberseite grau gefärbt, die Unterseite ist weiß. Der Kopf ist groß, die Schnauze ist langgestreckt, die Vorderpfoten sind groß und kräftig.
Diese Tiere sind auf der indonesischen Insel Sulawesi endemisch. Sie bewohnen feuchte, kühle Bergwälder in 2000 bis 2300 Metern Seehöhe. Es sind nachtaktive Tiere, die sich offensichtlich ausnahmslos von Regenwürmern ernähren.

## Systematik
Die Großen Sulawesi-Spitzmausratten sind Teil der Melasmothrix-Gruppe, einer kleinen, auf Sulawesi lebenden Radiation der Altweltmäuse.
Die zwei Arten sind
- Langschwanz-Sulawesi-Spitzmausratte (Tateomys macrocercus) aus einem kleinen Gebiet in Mittelsulawesi und
- Tate-Sulawesi-Spitzmausratte (Tateomys rhinogradoides), ebenfalls aus dem mittleren Sulawesi.

Beide Arten sind nur durch relativ wenig Funde bekannt. Über den Gefährdungsgrad lassen sich darum keine genauen Aussagen machen, die IUCN listet beide Arten unter „zu wenig Daten vorhanden“ (data deficient).